# Tegenaria mirifica
Tegenaria mirifica ist eine Art aus der Gattung der Kleinen Winkelspinnen (Tegenaria) in der Familie der Trichterspinnen (Agelenidae). Die sehr selten gefundene Art ist ein Endemit der europäischen Alpen.

## Merkmale
Die Art erreicht eine Körperlänge von 6,3 bis 6,4 Millimeter und gehört damit innerhalb der Gattung zu den kleineren Arten. Sie ist, wie die verwandten Arten, überwiegend dunkelbraun gefärbt, mit kontrastreich gezeichneten oder geringelten Beinen. Die Bauchplatte (Sternum) trägt einen hellen Mittelstreifen sowie beiderseits drei helle Flecke. Von der ähnlichen Rostroten Winkelspinne (Tegenaria ferruginea) unterscheidet das Fehlen eines rostroten Längsstreifens auf dem Hinterleib (Opisthosoma). Die vordere der beiden Augenreihen ist bei der Art bei Aufsicht nach vorn gebogen (procurv).
Tegenaria mirifica ist von den anderen Arten der ferruginea-Artengruppe, insbesondere auch den oft gemeinsam (syntop) mit ihr auftretenden Arten Waldwinkelspinne (Tegenaria silvestris) und Tegenaria tridentina nach Gestalt, Färbung und Zeichnung nicht unterscheidbar. Zur genauen Bestimmung ist die Form des Pedipalpus und der Epigyne, also der männlichen und weiblichen Begattungsorgane, zu vergleichen, die artspezifisch ist.

## Biologie und Lebensweise
Die Art wurde in der montanen bis subalpinen Höhenstufe, in Meereshöhen zwischen 900 und 1500 Meter, nachgewiesen. Die wenigen Funde stammen von Stämmen, Wurzel und Strünken von Nadelbäumen (Lärchen und Fichten) in lichten subalpinen Nadelwäldern, meist im Bereich von Blockhalden, oder von Steinblöcken aus solchen Wäldern.

## Verbreitung
Die Spinnenart ist beschränkt auf den westlichen Abschnitt der Ostalpen. Typlokalität ist das Tal des Piburger Bachs im Ötztal, Nordtirol, Österreich. Der einzige andere österreichische Fund stammt von der Samnaungruppe im Stubental, Gemeinde Pfunds. Funde liegen außerdem vor aus Ramosch, Kanton Graubünden, im Unterengadin, Schweiz. Weitere Fundangaben stammen aus den Bergamasker Alpen im Norden Italiens und aus Liechtenstein. Insgesamt sind nur sechs Funde der seltenen Art publiziert worden, die ein Verbreitungsgebiet von etwa 1000 Quadratkilometer umfassen, das sich dennoch über vier Staaten erstreckt.
Sie gilt in Österreich als vom Aussterben bedroht (critically endangered). Neben der natürlichen Seltenheit gelten waldbauliche Maßnahmen als Bedrohungsfaktor.

## Taxonomie
Die Art gehört in die Gattung Tegenaria s. str. (im engeren Sinne). Schwesterart ist, nach genetischen Daten, die erst 2010 aus den Westalpen neu beschriebene Tegenaria mercanturensis Bolzern & Hervé, 2010. Der Artname ist abgeleitet von lateinisch mirifica, wunderbar, erstaunlich. Eine Ableitung wurde vom Beschreiber nicht angegeben, zu vermuten ist aber ein Bezug auf die unerwartete Neuentdeckung dieser Art im gut erforschten Österreich. Der von Christian Komposch vorgeschlagene Trivialname „Erstaunliche Winkelspinne“ hat sich nicht durchgesetzt und wird außer vom Verfasser nicht verwendet.